# Pristurus flavipunctatus
Espèce
Synonymes
- Pristurus percristatus Boulenger, 1896
- Pristurus gasperetti Arnold, 1986

Pristurus flavipunctatus est une espèce de geckos de la famille des Sphaerodactylidae.

## Répartition
Cette espèce se rencontre :
- en Jordanie ;
- en Arabie saoudite ;
- en Égypte ;
- au Soudan ;
- au Soudan du Sud ;
- en Érythrée ;
- en Somalie ;
- dans l'est de l'Éthiopie ;
- à Djibouti.

## Publication originale
- Rüppell, 1835 : Neue Wirbelthiere zu der Fauna von Abyssinien gehörig, entdeckt und beschrieben. Amphibien. S. Schmerber, Frankfurt am Main.